# Roberto Oscar Bonano
Roberto Oscar Bonano (* 24. Januar 1970 in Rosario, Argentinien) ist ein ehemaliger Fußballspieler auf der Position des Torhüters. Auf Grund seiner Abstammung und seiner Vorfahren – Bonano ist ein italienischer Name – erhielt er auch die italienische Staatsbürgerschaft.

## Karriere
Bonano spielte zu Beginn seiner Karriere in seinem Heimatland Argentinien für Rosario Central und River Plate, besonders mit letztgenannten Klub gewann er mehrere Titel (darunter vier argentinische Meisterschaften und ein Mal die Copa Libertadores). 2001 wechselte er zum FC Barcelona, für den er am 26. August 2001 beim Ligaspiel gegen den FC Sevilla (2:1) debütierte. Nachdem Bonano in der ersten Saison und über die Hälfte der zweiten Saison erster Torwart bei Barcelona war, wurde er am 31. Spieltag der Saison 2002/03 durch den aufstrebenden 21-jährigen Víctor Valdés ersetzt.
Als Bonano erkannte, dass er bei Barcelona nicht mehr groß zum Einsatz kommen wird, wechselte er nach dieser Saison den Verein und spielte von da von für Real Murcia. Auch bei Murcia wurde er mit seinen 11 Einsätzen und dem Abstieg in die zweite spanische Liga nicht glücklich, so dass er den Verein bereits nach einer Saison wieder verließ.
Bonano schloss sich zur Saison 2004/05 Deportivo Alavés an. Dort war er gleich in seiner ersten Saison der unumstrittene Stammtorwart und führte Alaves zum Aufstieg in die Primera División. In der darauffolgenden Saison verlor der Argentinier nach drei Spielen seinen Stammplatz und konnte damit dem sofortigen Wiederabstieg nicht entgegenwirken. Sein drittes Profijahr bei Alaves, war das schlimmste: Bonano wurde von Klubeigentümer Dmytryj Pyterman suspendiert, da er und sein Teamkollege Lluís Carreras sich mit Pyterman angelegt hatten. Nach der Saison 2007/08, in der er kein einziges Spiel bestritt, beendete er seine Karriere.
Zwischen 1996 und 2002 absolvierte Bonano 13 Länderspiele für Argentinien und nahm 2002 an der WM teil, wo er allerdings nicht zum Einsatz kam.

## Erfolge
- Argentinische Meisterschaft: Apertura 1996, Clausura 1997, Apertura 1997, Apertura 1999, Clausura 2000
- Copa Conmebol: 1995
- Copa Libertadores: 1996
- Supercopa Sudamericana: 1997
- WM-Teilnahme: 2002 (kein Einsatz)